# Ingénierie stellaire

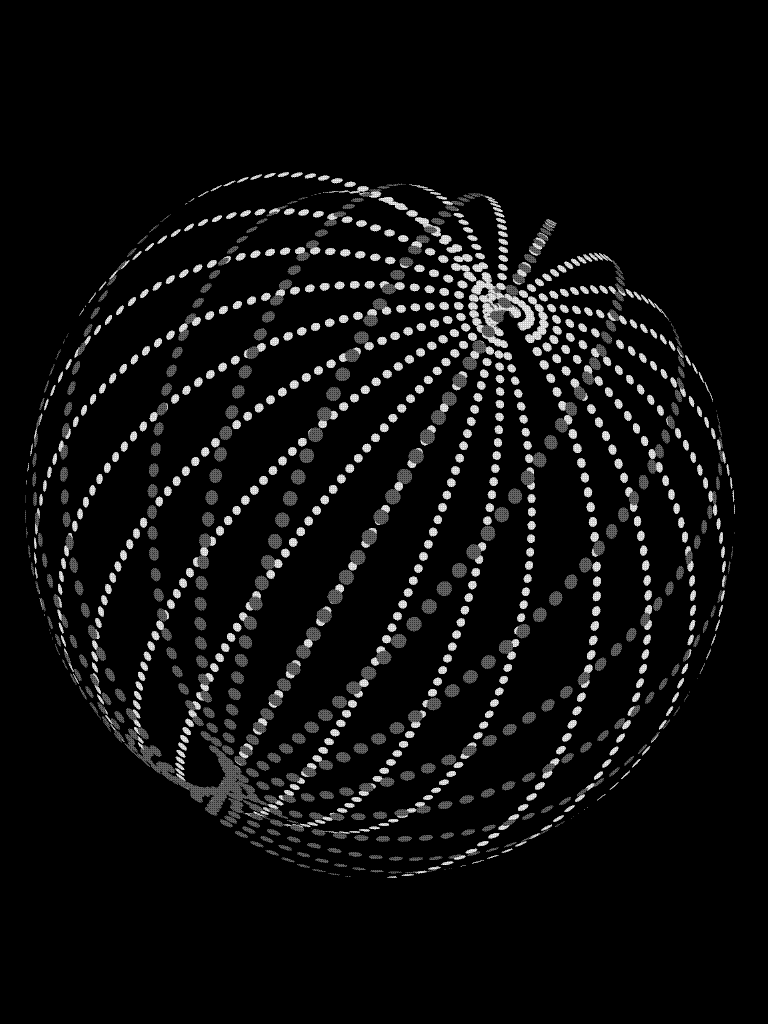
Un essaim de Dyson, une mégastructure hypothétique capable de collecter l'énergie émise par une étoile, voire de lui imprimer une poussée.

L'ingénierie stellaire (Stellar engineering) est l'ensemble des technologies hypothétiques à la portée d'une civilisation capable d'avoir une action sur une étoile. Branche de l'astrosociologie, elle comprend plusieurs types de mégastructures imaginées par divers auteurs.

## Déplacer une étoile
Une sphère de Dyson peut être utilisée comme « moteur stellaire » (stellar engine), tout comme l'apport d'éléments lourds. De même, les « propulseurs de Shkadov » (Shkadov thruster) permettraient de générer une poussée sur leur étoile en reflétant son rayonnement au moyen d'une structure réfléchissante. Ce dispositif briserait la symétrie des radiations solaires et contrebalancerait les forces gravitationnelles, permettant ainsi à une civilisation de type II de déplacer son système solaire d'origine à travers l'espace,. En effet, cette force engendrerait une modification de l'orbite de l'étoile au sein de la galaxie. En prenant le cas du Soleil, ce dernier pourrait être déplacé de 4,4 parsecs à 12 parsecs en une orbite (225 à 250 millions d'années).

## Rajeunir l'étoile
Drake et Chklovski ont envisagé la possibilité d'« ensemencer » une étoile (Stellar salting) en y ajoutant artificiellement des composants extrêmement rares comme le technétium ou le prométhium.

## Détection
Il est toujours possible que l'humanité puisse détecter les traces d'une civilisation disparue. La recherche de traces matérielles de telles civilisations (sphères de Dyson ou moteurs stellaires par exemple), « alternative intéressante » au programme SETI conventionnel, jette les bases d'une « archéologie cosmique » selon Richard A. Carrigan. Les efforts pour détecter des marqueurs d'intelligence dans l'atmosphère des exoplanètes (comme le fréon, l'oxygène ou même l'ozone, résidus de l'activité biotique suivant les recherches de James Lovelock) en est l'un des axes prometteurs. Une civilisation observant son étoile mourir (en géante rouge par exemple) pourrait avoir tenté d'en prolonger l'existence, par des mégastructures qui devraient être détectables. Les traces possibles pourraient alors être des résidus nucléaires, à rechercher au sein des types spectraux de la gamme A5 jusqu'à F2, selon Whitmire et Wright, un changement dans le ratio isotopique, dû à un moteur stellaire ou encore une modulation spectrale inhabituelle dans la composition de l'astre.

#### Articles
- (en) Viorel Badescu, « Space travel with solar power and a Dyson sphere », sur Astronomy Today (consulté le 26 août 2012)
- (en) Richard A. Carrigan Jr., « Starry Messages: Searching for Signatures of Interstellar Archaeology », Journal of British Interplanetary Society, vol. 63, no 90,‎ 2010, p. 121-126 « 1001.5455 », texte en accès libre, sur arXiv.
- (en) Richard A. Carrigan Jr., « Is interstellar archeology possible ? », Acta Astronautica, vol. 78,‎ septembre–octobre 2012, p. 121-126 (DOI 10.1016/j.actaastro.2011.12.002)
- L. M.Shkadov, « Possibility of controlling solar system motion in the galaxy », dans 38th Congress of the International Astronautical Federation, International Astronautical Federation, 1987 (présentation en ligne)

### Monographies
- (en) Joseph A. Angelo, Encyclopedia of Space and Astronomy, Infobase Publishing, 2009, 740 p. (lire en ligne)
- (en) V. Badescu, R.B. Cathcart et R.D. Schuiling, Macro-Engineering : A Challenge for the Future, Springer, 2006, 318 p. (lire en ligne)
- (en) Martin Beech, Rejuvenating the Sun and Avoiding Other Global Catastrophes (Astronomers' Universe), New York, Springer, 2007, 240 p. (ISBN 978-0-387-68128-3, lire en ligne)
- (en) Per Calissendorff, A Dysonian Search for Kardashev Type III Civilisations in Spiral Galaxies, Stockholm University. Department of Astronomy. Bachelor of Science Thesis, 2013 (lire en ligne [PDF])
- (en) Milan M. Ćirković, Viorel Badescu, Richard Brook Cathcart et Roelof D. Schuiling, Macro-Engineering in the Galactic Context : A New Agenda for Astrobiology, Springer, 281 p. (ISBN 978-1-4020-3739-9 et 1-4020-3739-2)